# 南十津川村
南十津川村（みなみとつかわむら）は奈良県吉野郡にあった村。現在の十津川村の南西部、十津川・二津野ダム右岸にあたる。

## 地理
- 山岳：行仙峰、小原峰
- 河川：十津川、西川、上湯川

## 歴史
- 1889年（明治22年）4月1日 - 町村制の施行により、平谷村・樫原村・込ノ上村・猿飼村・桑畑村・七色村・山手村・谷垣内村・那知合村の区域をもって発足。
- 1890年（明治23年）6月19日 - 十津川花園村・西十津川村・北十津川村・東十津川村・中十津川村と合併して十津川村が発足。同日南十津川村廃止。

## 名所・旧跡・観光スポット・祭事・催事
- 十津川温泉